# Der Maulkorb (1958)
Der Maulkorb ist eine deutsche Filmkomödie des Regisseurs Wolfgang Staudte aus dem Jahr 1958 mit O. E. Hasse, Hertha Feiler, Corny Collins und Hansjörg Felmy in den Hauptrollen. Das Drehbuch verfassten Manfred Barthel und Eckart Hachfeld. Es beruht auf dem gleichnamigen Roman und Theaterstück von Heinrich Spoerl. In der Bundesrepublik Deutschland kam der Film das erste Mal am 18. September 1958 in die Kinos.

## Handlung
Der Film spielt in der Residenzstadt eines nicht näher bestimmten kleinen deutschen Fürstentums gegen Ende des 19. Jahrhunderts. Ein Einzelfall veranlasst den regierenden Fürsten zu verfügen: „Wer Äußerungen oder Taten gekrönter Häupter oder Staatsmänner verbreitet, die geeignet sein können, das Ansehen des Herrscherhauses zu schädigen, wird mit Gefängnis bestraft.“ 
Am Stammtisch von Tigges Weinstube erhitzt diese Verordnung die Gemüter. Je heftiger diskutiert wird, desto mehr steigt der Alkoholkonsum. Erst spät in der Nacht gehen die Stammtischfreunde auseinander. Als Letzter verlässt Staatsanwalt von Treskow das Lokal, begleitet von seinem Hund. Gemütlich bummeln die beiden über den Marktplatz, vorbei am Denkmal des Landesherrn.
Tags darauf erwacht Staatsanwalt von Treskow stark verkatert und erfährt, dass in der Nacht das Denkmal des Fürsten geschändet worden ist. Laut einer Zeitungsmeldung hat ein vaterlandsloser Geselle das Bildnis des Regenten mit einem Hundemaulkorb „verziert“. Mit der Aufklärung und Verfolgung des Falls wird der eifrigste Staatsanwalt des kleinen Landes beauftragt, nämlich Herbert von Treskow. Bald hat er folgende Indizien aufgespürt: einen abgerissenen Mantelknopf, ein Hundehaar und natürlich das Corpus Delicti Nr. 1, den Maulkorb.
Eine eifersüchtige Dame, die öfter dem Kunstmaler Georg Rabanus Modell steht, beschuldigt diesen bei der Polizei, die Straftat beobachtet zu haben. Sofort wird Rabanus auf die Wache geladen, wo er eine exakte Beschreibung des Täters zu Protokoll gibt. Anschließend wird Rabanus dem ermittelnden Staatsanwalt gegenübergestellt. Plötzlich platzt Trude von Treskow in die Verhandlung – die Tochter des Staatsanwalts, auf die der Maler schon seit einiger Zeit ein Auge geworfen hat. Dieser Umstand verwirrt Rabanus so sehr, dass er sich bei seiner Vernehmung in Widersprüche verwickelt und deshalb verhaftet wird. Für die Ergreifung des Täters wird eine sehr hohe Belohnung ausgesetzt.
Die Polizei stellt fest, dass der letzte Gast, der die Weinstube Tigges verlassen hat, der Täter sein muss. Man braucht also nur die Wirtin zu fragen, wer dies gewesen sei. Alle Spuren führen zu Staatsanwalt von Treskow. Aber da kommt diesem gerade noch rechtzeitig ein glücklicher Umstand zu Hilfe: Als Wilhelm und Karl, zwei arbeitsscheue Gesellen, von der Belohnung erfahren, zeigt Wilhelm seinen Freund an und kassiert das Geld.
Der Prozess verläuft jedoch anders als geplant: Karl ist sich plötzlich nicht mehr sicher, ob er gestehen oder widerrufen soll. Da hat er auf einmal eine zündende Idee: In seinem betrunkenen Zustand habe er geglaubt, das Denkmal stelle Goethe, Schiller oder eine andere Geistesgröße dar – von Majestätsbeleidigung kann nun nicht mehr die Rede sein! Als Folge ergeht ein mildes Urteil.
Für seine Verdienste um die rasche Aufklärung des Falls wird Staatsanwalt von Treskow ein Orden verliehen, seine Tochter Trude darf den Kunstmaler Rabanus heiraten, und der Landesfürst hat jetzt keinen Grund mehr, sich in seiner Ehre gekränkt zu fühlen.

## Produktionsnotizen

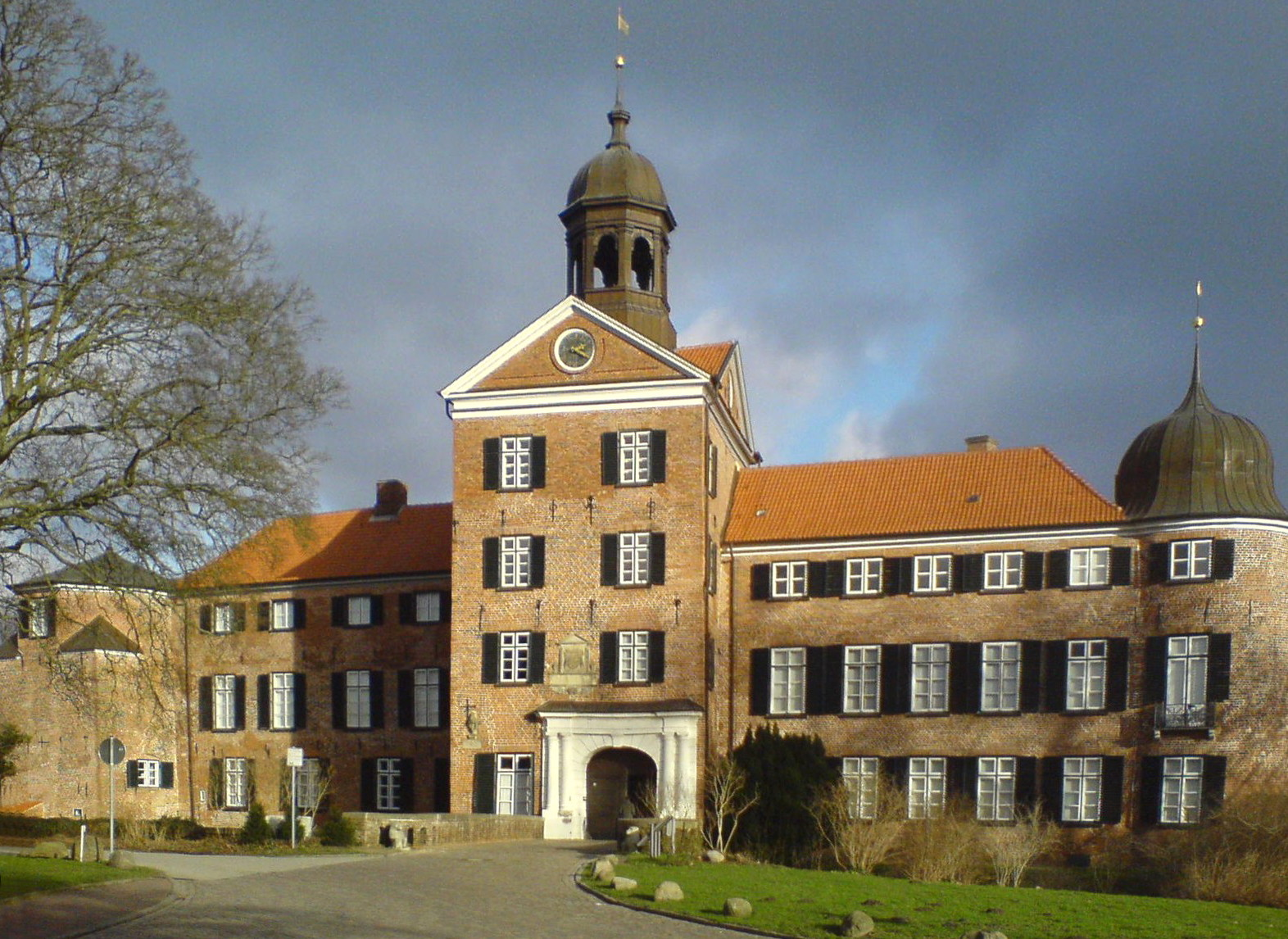
Im Film ist unter anderem das Eutiner Schloss zu sehen.

Die Dreharbeiten begannen am 18. Juli 1958. Als Atelier diente das Studio Hamburg-Wandsbek der Real-Film. Die Außenaufnahmen entstanden zu Eutin in Ostholstein. Für die Filmbauten waren Rolf Zehetbauer und Johannes Ott verantwortlich. Manon Hahn entwarf die Kostüme. Herstellungsleiter war Heinz Willeg. Die Uraufführung erfolgte am 18. September 1958 im Zoo-Palast Berlin.

## Kritik
„Die […] Zweitverfilmung der Maulkorbaffäre. Staudte […] gestaltete sie als eine Zeitsatire mit aktuellen Perspektiven, die den ehrerbietigst untertänigen und dabei anmaßenden Staatsbeamten treffen soll. Aus Spoerls tragikomischer Figur des Staatsanwalts, der in die paradoxe Situation gerät, einen Täter suchen zu müssen, glaubt, obgleich er, unwissend, der Schuldige ist, wurde dabei – dargestellt von O. E. Hasse – eine schnarrende Parodie auf preußisches Junkertum. Die Regie, in ihrer Aggressivität ermattend, gestattet sich Abschweifungen in völlig unwichtige Vorkommnisse (z. B. das Künstlerfest). Fazit: Ein harmlos erheiterndes Lustspiel mit einigen hübschen Zutaten.“

„Prädikat «Wertvoll»“

## Quelle
- Programm zum Film: Illustrierte Film-Bühne, Vereinigte Verlagsgesellschaften Franke & Co. KG, München, Nr. 4460